# Kaija Menger

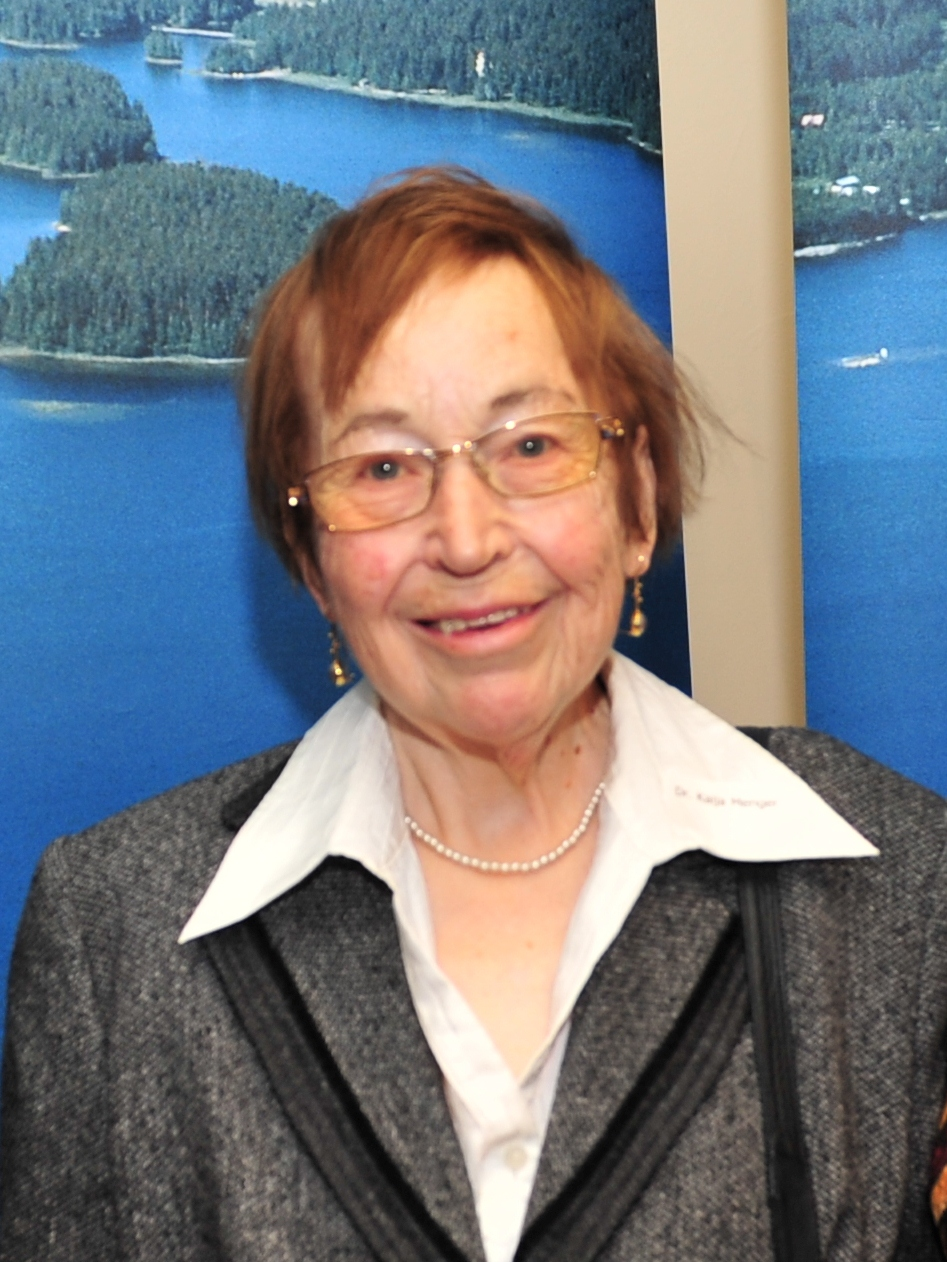
Kaija Menger, 2012

Kaija Menger (geb. Kymlander, * 24. März 1934 in Helsinki; † 2. Dezember 2013 in Jeeser bei Greifswald) war eine Persönlichkeit der deutschsprachigen Auslandsfennistik und des deutsch-finnischen Kulturaustauschs.

## Leben
Zwischen 1952 und 1960 studierte Kaija Menger zunächst in Helsinki und später in Leipzig Germanistik und Slawistik. Die prägende Persönlichkeit ihres Germanistikstudiums, das sie 1960 mit dem Diplom abschloss, war Hans Mayer. Im Jahre 1963 übernahm sie das Finnischlektorat am Nordischen Institut der Universität Greifswald, an der sie mit einer kontrastiv-linguistischen Dissertation im Jahre 1976 zum Dr. phil. auf dem Fachgebiet der Fennistik promoviert wurde. Zu den zentralen Arbeitsgebieten Mengers zählten die kontrastive Phraseologie und die deutsch-finnische Lexikographie. Zahlreiche Übersetzer, Dolmetscher, Fennisten und Regionalwissenschaftler haben durch das engagierte Wirken der „Greifswalder Finnin“ die finnische Sprache und Finnland lieben gelernt. Ihre wissenschaftliche Arbeit setzte Menger auch nach ihrer Pensionierung im Jahre 1997 fort. Unter Anbindung an Helsinkier Forschergruppen unter der Leitung des Germanisten Jarmo Korhonen konnte sie ihr lexikographisches und ihr phraseologisches Fachwissen in verschiedene Wörterbuchpublikationen einbringen. Zuletzt wirkte sie als eine Hauptverfasserin des im Jahre 2008 beim Verlag WSOY in Helsinki erschienenen Deutsch-finnischen Großwörterbuchs.
Über viele Jahrzehnte engagierte sich Kaija Menger mit großem Einsatz für den Kulturaustausch zwischen Deutschland und Finnland. Sie ist Mitbegründerin der Deutsch-Finnischen Gesellschaft (DFG) in Mecklenburg-Vorpommern und war über viele Jahre das Rückgrat der DFG-Kulturarbeit im Nordosten Deutschlands. Untrennbar verbunden ist ihr Name auch mit dem Festival Nordischer Klang, das sie 1991 gemeinsam mit ihren dänischen, norwegischen und schwedischen Lektorenkolleginnen und Vertreterinnen der städtischen Kulturarbeit ins Leben gerufen hatte. Über Jahre hinweg leistete Menger mit ihren Kontakten zur Sibelius-Akademie, zur Partnerstadt Kotka und anderen wichtigen Institutionen Entscheidendes, wenn es um die Vertretung Finnlands auf dem Festival ging. Für ihr Engagement wurde sie mit der Ehrenmitgliedschaft des Festivalvereins geehrt. Vertreter der Republik Finnland haben Menger bei zahlreichen Gelegenheiten für ihre Arbeit gedankt und deren Bedeutung hervorgehoben. Im Jahre 1984 ehrte sie der finnische Präsident mit dem Ritterkreuz I. Klasse des Ordens des Löwen von Finnland.
Sie war verheiratet mit dem Historiker Manfred Menger.

## Veröffentlichungen

### Mitarbeit an größeren Wörterbuchprojekten
- J. Korhonen: Alles im Griff. Homma hanskassa. Saksa-suomi-idiomisanakirja. Idiomwörterbuch Deutsch-Finnisch. Unter Mitarbeit von Kaija Menger und der Arbeitsgruppe Deutsch-Finnische Phraseologie, Jyväskylä 2001, 683 S.
- J. Korhonen (päätoim./Hrsg.): Saksa-suomi-suursanakirja. Großwörterbuch Deutsch-Finnisch, Hauptverfasserin: Buchstaben D, J, M und W, Helsinki 2008, 1833 S.

### Weitere Publikationen (Auswahl)
- Taschenwörterbuch Deutsch-Finnisch (gemeinsam mit K. Schmidt) Leipzig 1972, (2. Auflage 1975). Eine erweiterte Fassung des Taschenwörterbuches erschien 1984 und in 2. Auflage 1989.
- Untersuchungen zu den deutschen von einem Verb abhängigen Präpositionalverbindungen an, auf und in mit einem Substantiv im Akkusativ und zu ihren Entsprechungen im Finnischen, Inauguraldissertation, Greifswald 1975.
- Finnisch. Grundkurs I-II, Greifswald 1978.
- Elias Lönnrot und die finnische Sprache, in: Wolfgang Steinitz und die Erforschung der Volkskultur der finnisch-ugrischen Völker. Kolloquium aus Anlass des 80. Geburtstages von Wolfgang Steinitz. Humboldt-Universität zu Berlin, Berichte 9/1985.
- Typologisch identische phraseologische Einheiten und phraseologische Scheinäquivalente, in: The Finnish Journal of Language Learning and Language Teaching Volume VI, Jyväskylä 1987.
- Zur Äquivalenz von Phraseologismen mit syntaktisch und lexikalisch kongruenter Struktur, in: Nordeuropa Studien 23, Greifswald 1988.
- Zu Geschichte und Perspektiven der sprachwissenschaftlichen Nordistik und Fennistik in Greifswald (gemeinsam mit Heike Comolle und Hartmut Mittelstädt), in: Beiträge zur nordischen Philologie. Sammelpublikation in honorem Sveinn Bergsveinsson (23. Oktober 1907 – 17. Oktober 1988), hrsg. von T. Milosch und H. Mittelstedt. – Berlin Akad. der Wiss. der DDR, Zentralinstitut f. Sprachwiss., 1989.
- Alte finnische Drucke in der Universitätsbibliothek Greifswald, in: Literatur und Geschichte. IV. Literaturwissenschaftliches Kolloquium Finnland-DDR Mai 1989, Tampere 1989.
- Ostseeteppiche. Begleittext von Kurt Feltkamp und Kaija Menger. Hrsg. vom Museum der Stadt Greifswald. 1982.
- Eine Zuflucht für die Kriegskinder, in: Deutsch-Finnische Rundschau 106 (32. Jg.), September 2000.

### Rezeption
- Zwischen zwei Sprachwelten. Festschrift für die Fennistin Kaija Menger zum 75. Geburtstag. Hrsg. Deutsch-Finnische Gesellschaft e.V. Red. Dörte Putensen, Kückenshagen 2009, 232 S.